# 딸 (1968년 영화)
"딸"은 1968년 공개된 대한민국의 영화이다.

## 배역
- 김진규
- 문희
- 태현실
- 이순재